# Tessuto epiteliale

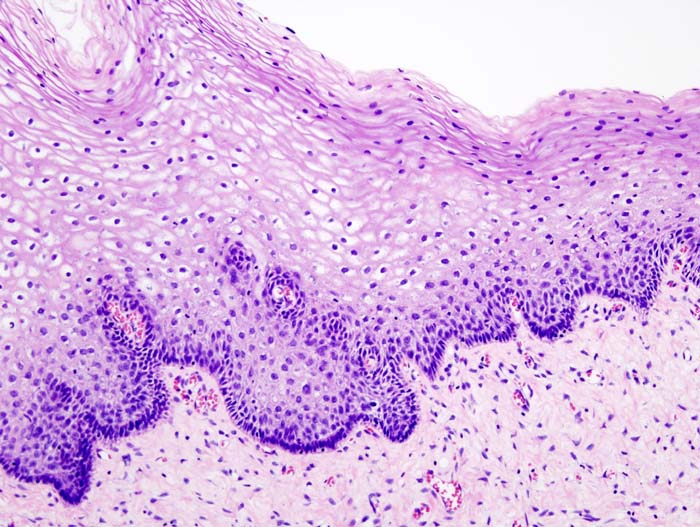
Tessuto epiteliale pavimentoso pluristratificato non cheratinizzato; colorazione con ematossilina-eosina.

Il tessuto epiteliale è uno dei quattro tipi fondamentali di tessuto che compongono il corpo degli animali. È costituito da cellule di forma regolare e quasi geometrica, che aderiscono le une alle altre.
Le cellule che costituiscono il tessuto epiteliale svolgono funzioni di rivestimento, di secrezione, di trasporto e di assorbimento.
Nei vertebrati questo tessuto costituisce, in particolare, il rivestimento interno ed esterno della maggior parte delle superfici corporee. In qualunque posto si trovino, i tessuti epiteliali sono separati dai sottostanti mediante una membrana basale non cellulare, di natura fibrosa.
L'epitelio, a differenza del connettivo sottostante, non è vascolarizzato.
Un tipo particolare di tessuto epiteliale è l'epidermide, porzione superficiale della cute o pelle; altro tipo degno di nota è l'endotelio, presente nei vasi sanguigni e linfatici. Quest'ultimo, che riveste internamente anche il cuore, è sotto forma di una sottile lamina di epitelio pavimentoso semplice, di origine mesodermica.
Altri esempi sono i rivestimenti della bocca, della cavità nasale, dell'apparato urinario (urotelio), dell'apparato respiratorio, dei canali dell'apparato riproduttore e dell'intestino.

## Cellule del tessuto epiteliale

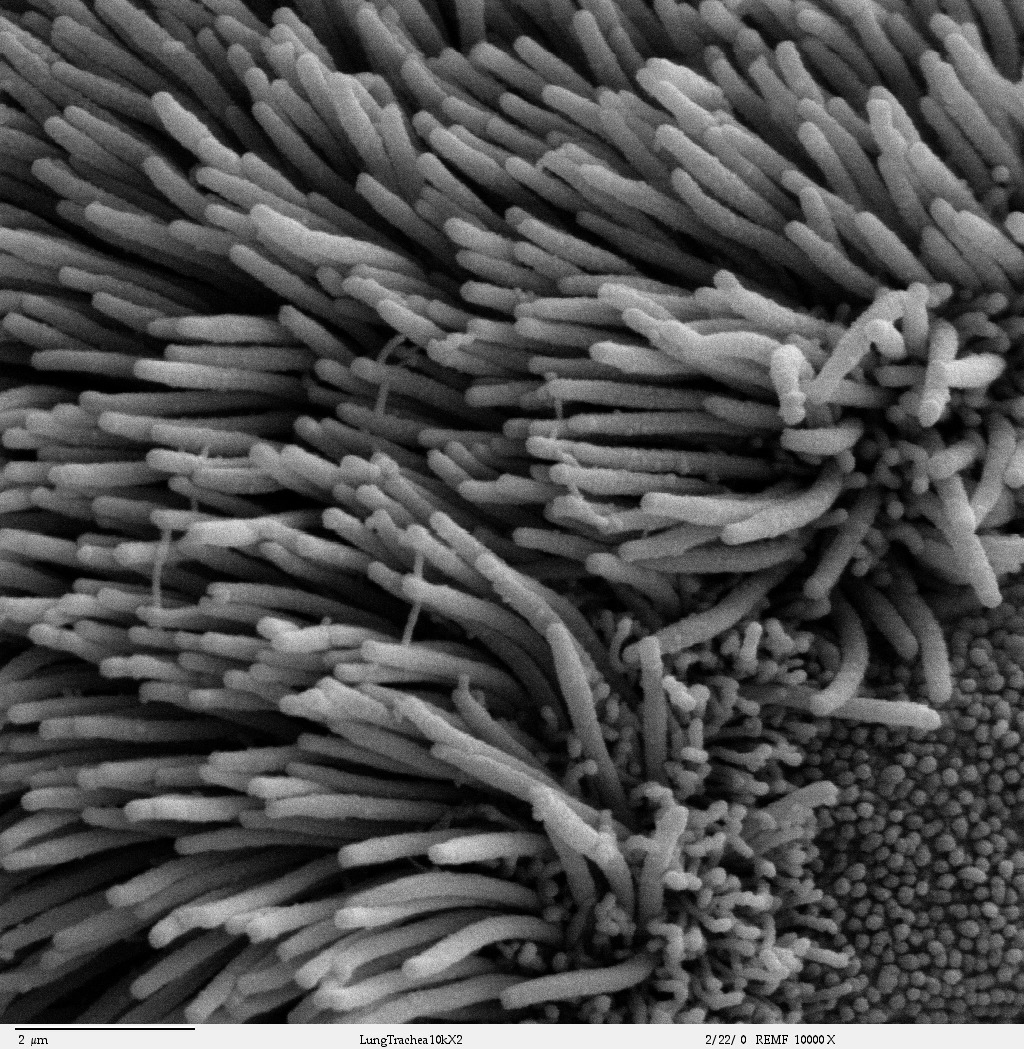
Ciglia di tessuto epiteliale polmonare.

Negli epiteli le cellule presentano una forma geometrica ben definita e sono a stretto contatto fra loro, separate da spazi intercellulari di 10-30 nm, risultando scarsa o assente la sostanza intercellulare. Le cellule sono inoltre strettamente legate le une alle altre per mezzo di numerose giunzioni cellulari, che rendono il tessuto compatto e resistente a traumi o strappi.
Un altro aspetto caratteristico delle cellule epiteliali è quello di essere polarizzate: sono cioè provviste di due superfici distinte: una rivolta verso la membrana basale sottostante, detta superficie basale, e l'altra rivolta invece verso il lato superiore dell'epitelio, detta superficie apico-laterale; quest'ultima presenta spesso specializzazioni funzionali distintive, come la presenza di invaginazioni e protuberanze come microvilli o ciglia. Un'altra specializzazione funzionale, tipica fondamentalmente delle cellule dello strato più esterno della cute, è la cheratinizzazione; cellule cheratinizzate contengono cheratina, una molecola organica che, tramite la creazione di ponti disolfuro le rende maggiormente resistenti ai traumi ed impermeabili ai liquidi come le unghie.
Gli epiteli, in genere, non sono percorsi da capillari sanguigni e le sostanze utili per il loro mantenimento sono veicolate mediante liquidi interstiziali: in questi ultimi gli elementi nutritivi passano per diffusione dai capillari sanguigni dei tessuti connettivi sottostanti.

## Classificazione funzionale degli epiteli
In istologia, i tessuti epiteliali possono essere classificati in base al ruolo che svolgono all'interno del corpo. Possono essere così distinti l'epitelio di rivestimento, l'epitelio sensoriale e l'epitelio ghiandolare o secretorio.

### Epitelio di rivestimento
L'epitelio di rivestimento ha la funzione di rivestire la superficie esterna e le cavità interne. Va a formare, insieme ad uno strato di tessuto connettivo definito "derma", lo strato di protezione esterno chiamato cute, costituisce l'epitelio delle tonache mucose e sierose, localizzate nelle cavità interne del corpo, e ricopre inoltre i vasi sanguigni e i dotti escretori delle ghiandole. 
In particolare:
- nella cute (o pelle) riveste la superficie del corpo a contatto con l'esterno, formando una barriera che ha lo scopo di proteggere l'organismo da traumi fisici, da sostanze chimiche nocive o, ancora, dall'ingresso di virus, batteri ed altri microrganismi pericolosi per la salute. L'epitelio è cheratinizzato.
- l'epitelio delle mucose ricopre le cavità interne del corpo comunicanti con l'esterno, come l'apparato digerente, l'apparato respiratorio, l'apparato urinario e genitale, si tratta di un epitelio non cheratinizzato.
- la tonaca (o membrana) sierosa riveste le cavità interne del corpo non comunicanti con l'esterno, come il pericardio, la pleura ed il peritoneo, anche nelle sierose l'epitelio non è cheratinizzato.

Nelle sue varie localizzazioni, questo tipo di epitelio poggia sempre su un tessuto connettivo sottostante, denominato derma nel caso della cute, come abbiamo detto in precedenza, e tonaca propria nel caso di sierose e mucose.

### Epitelio ghiandolare
L'epitelio ghiandolare (chiamato anche tessuto ghiandolare) forma il parenchima delle ghiandole, strutture atte alla produzione e secrezione di sostanze utili all'organismo. Le ghiandole possono essere unicellulari o pluricellulari e si distinguono principalmente in base alla destinazione della secrezione. Sono esocrine se il secreto fuoriesce sulla superficie esterna del corpo o in una cavità interna collegata con l'esterno attraverso un dotto escretore, sono endocrine se riversano il loro secreto nel circolo sanguigno.

### Epitelio sensoriale
L'epitelio sensoriale è costituito da cellule disperse negli epiteli di rivestimento, che hanno la funzione di ricevere e trasmettere determinati stimoli esterni alle cellule del tessuto nervoso. Sono rappresentate dalle cellule che costituiscono le papille gustative, le cellule acustiche dell'orecchio. A parte vanno considerate le cellule olfattive della mucosa olfattiva e le cellule dei coni e dei bastoncelli della retina che si possono classificare come neuroepiteli in quanto costituiti da neuroni e non da cellule epiteliali.
Non sono cellule nervose (non hanno l'assone) e non vanno confuse con le cellule sensoriali nervose periferiche. Tuttavia, sono avvolte dalle espansioni terminali di fibre nervose appartenenti a neuroni di senso, il cui corpo cellulare ha sede nei gangli cerebro-spinali.

### Epitelio particolarmente differenziato
L'epitelio particolarmente differenziato comprende formazioni di tessuto che hanno subito modificazioni particolari finalizzate a funzioni altamente specifiche, per esempio l'unghia, il pelo, il cristallino, il dente.

## Classificazione morfologica degli epiteli

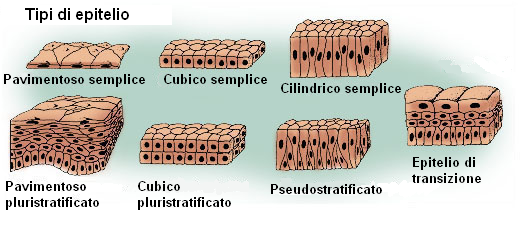
Disegno rappresentante i diversi tipi di epitelio.

Morfologicamente, le cellule del tessuto epiteliale possono avere diverse forme e, in base a queste, è possibile distinguere gli epiteli in: pavimentosi o squamosi (con cellule scarsamente espresse in altezza), cubici o isoprismatici (con cellule in cui le tre dimensioni spaziali si esprimono in modo pressappoco uguale), cilindrici o batiprismatici o colonnari (con cellule estese maggiormente in altezza rispetto alle altre dimensioni).
Se le cellule epiteliali sono organizzate su un solo piano si parla di epitelio monostratificato o semplice, altrimenti si è in presenza di un epitelio pluristratificato o composto, nel quale è la morfologia dello strato più superficiale a determinare la classificazione in pavimentoso, cubico o cilindrico. Un'ulteriore distinzione si aggiunge quando sono presenti distinte specializzazioni alla superficie, come cilia, microvilli o uno strato di cheratina.

### Epitelio pavimentoso semplice
L'epitelio pavimentoso semplice è costituito da un unico strato di cellule piatte di forma irregolare che sono in contatto con delle interdigitazioni fini e fitte. Dato l'esiguo spessore, permette una notevole permeabilità, ed infatti riveste superfici deputate al trasporto passivo di gas o fluidi: lo si ritrova negli alveoli polmonari, in alcune porzioni dei reni, in particolare nella capsula di Bowman, nell'orecchio e va a formare l'epitelio delle sierose della pleura, del pericardio e del peritoneo, detto mesotelio. Costituisce infine le pareti dei vasi sanguigni (assumendo il nome di endotelio), fungendo anche da regolatore della permeabilità vascolare.

### Epitelio cubico semplice

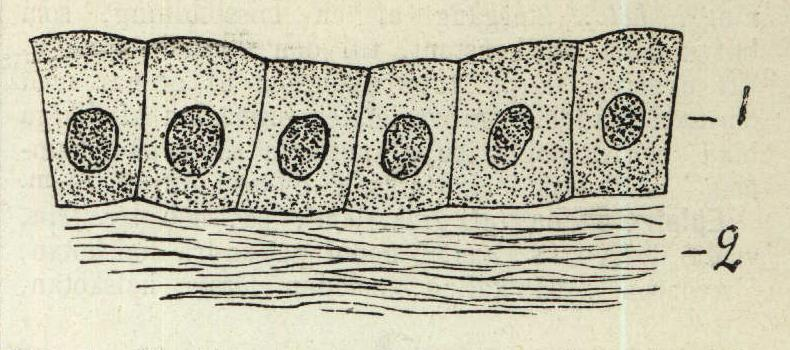
Epitelio cubico semplice

L'epitelio cubico (o isoprismatico o isodiametrico) semplice è formato da un singolo strato di cellule cuboidali, quadrate in sezione perpendicolare all'epitelio, poligonali alla superficie, che hanno nucleo rotondo sito al centro. Va a costituire la superficie interna di condotti con funzioni escretorie, secretorie e assorbenti e dà una protezione limitata. Si ritrova nella parete dell'ovaio, dei tubuli collettori renali e dei dotti escretori di molte ghiandole, tra cui le ghiandole salivari e il pancreas; è inoltre presente in corrispondenza dei plessi corioidei, sulla superficie profonda della capsula del cristallino e nella retina come epitelio pigmentato.

### Epitelio cilindrico semplice

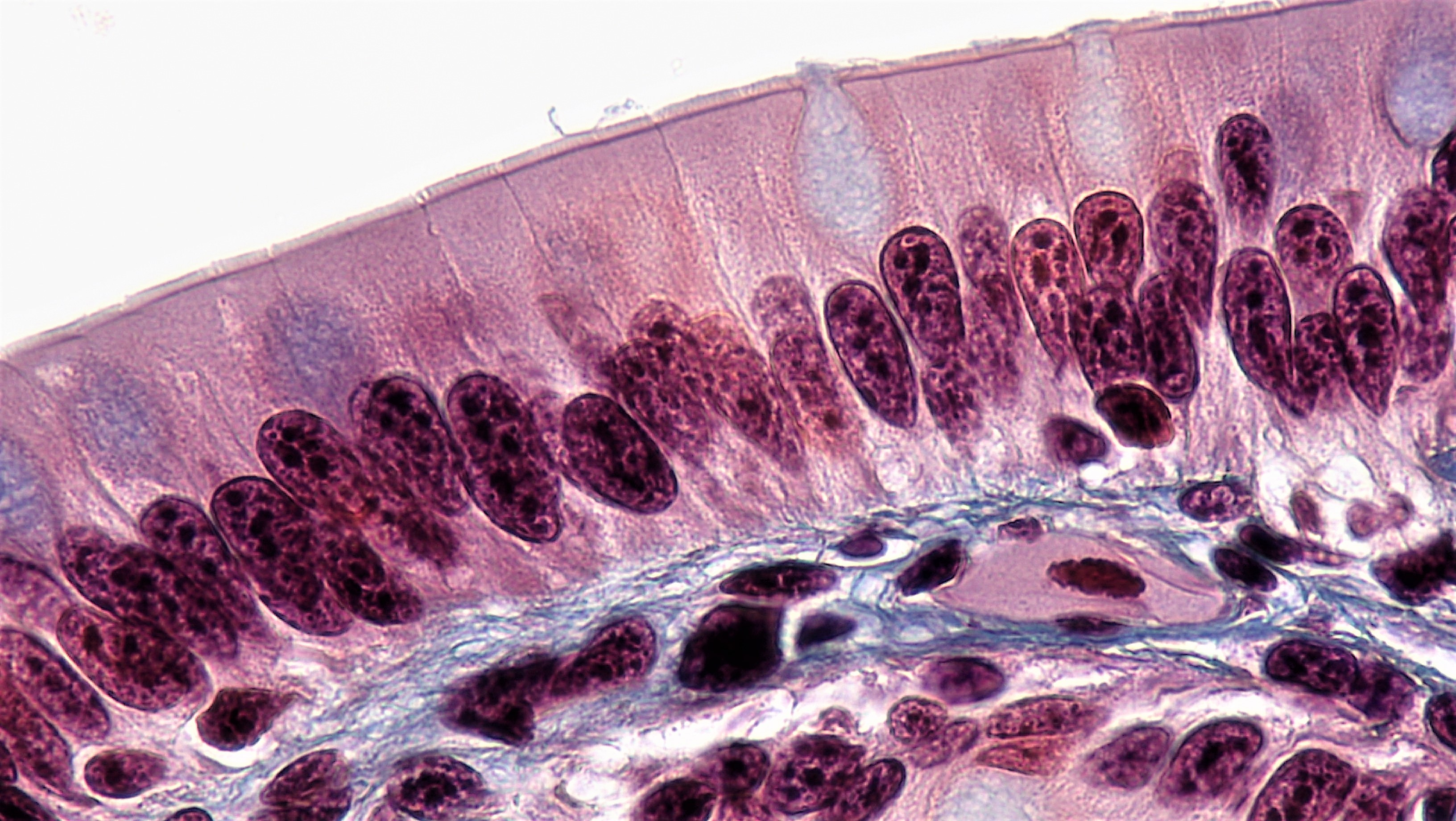
Epitelio cilindrico semplice, presentante il caratteristico orletto a spazzola (sezione di intestino)

L'epitelio cilindrico (o batiprismatico o colonnare o prismatico o anisodiametrico) semplice, costituito da un unico strato di cellule di aspetto cilindrico, la cui altezza può variare a seconda dello stato funzionale e della localizzazione e i cui nuclei sono solitamente localizzati nella porzione mediobasale, raramente all'apice. Lo si ritrova con funzioni di assorbimento e di secrezione a rivestire le superfici di organi cavi. A seconda della presenza o meno di ciglia come specializzazione apicale, può essere suddiviso in: epitelio cilindrico ciliato e non ciliato.
- l'epitelio cilindrico semplice non ciliato si ritrova principalmente nell'intestino, dove svolge la funzione di assorbire le sostanze nutritive assimilate tramite la digestione. Prive di ciglia, le cellule che lo compongono, chiamate anche enterociti, presentano sul versante apicale invaginazioni ed estroflessioni digitiformi, chiamate microvilli, che aumentano enormemente la superficie cellulare atta all'assorbimento.
- l'epitelio cilindrico semplice ciliato è presente invece nella mucose dell'ovidotto, ed ha la funzione di spingere dopo l'avvenuta ovulazione, con il battito sincronizzato delle ciglia, l'ovulo nell'utero.

### Epitelio pavimentoso pluristratificato

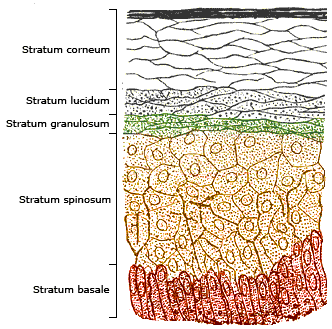
Epitelio pavimentoso stratificato: schema degli strati dell'epidermide

L'epitelio pavimentoso pluristratificato è costituito da più strati cellulari: le cellule basali con forma cubica, che si fa poligonale negli strati intermedi e appiattita verso la superficie. Si tratta di una tipologia comune nell'organismo umano. A seconda della presenza o meno di una stratificazione superficiale di cheratina si distinguono: epitelio pavimentoso pluristratificato cheratinizzato e non cheratinizzato.
- il tessuto pavimentoso pluristratificato non cheratinizzato è presente nel rivestimento interno della cavità orale, della cornea, della cervice uterina e della vagina, della faringe, dell'esofago e del canale anale. L'epitelio in queste sedi è mantenuto umido da secrezioni ghiandolari.
- il tessuto pavimentoso pluristratificato cheratinizzato costituisce invece l'epidermide, tessuto specializzato adattatosi per resistere all'abrasione e all'essiccazione. Epiteli normalmente non cheratinizzati possono divenirlo se sottoposti a persistente abrasione.

### Epitelio cubico pluristratificato
L'epitelio cubico (o isoprismatico) pluristratificato è costituito da cellule cubiche disposte in più strati (di norma due o tre) a fungere unicamente da rivestimento; è alquanto raro nella classe dei mammiferi ed è localizzato unicamente in prossimità dei dotti escretori più grandi e delle ghiandole esocrine, come ad esempio le sudoripare e le salivari.

### Epitelio cilindrico pluristratificato
L'epitelio cilindrico (o batiprismatico o colonnare) pluristratificato è costituito da cellule cilindriche disposte su più strati. Lo si può trovare nella superficie interna delle palpebre.

### Epitelio pseudostratificato

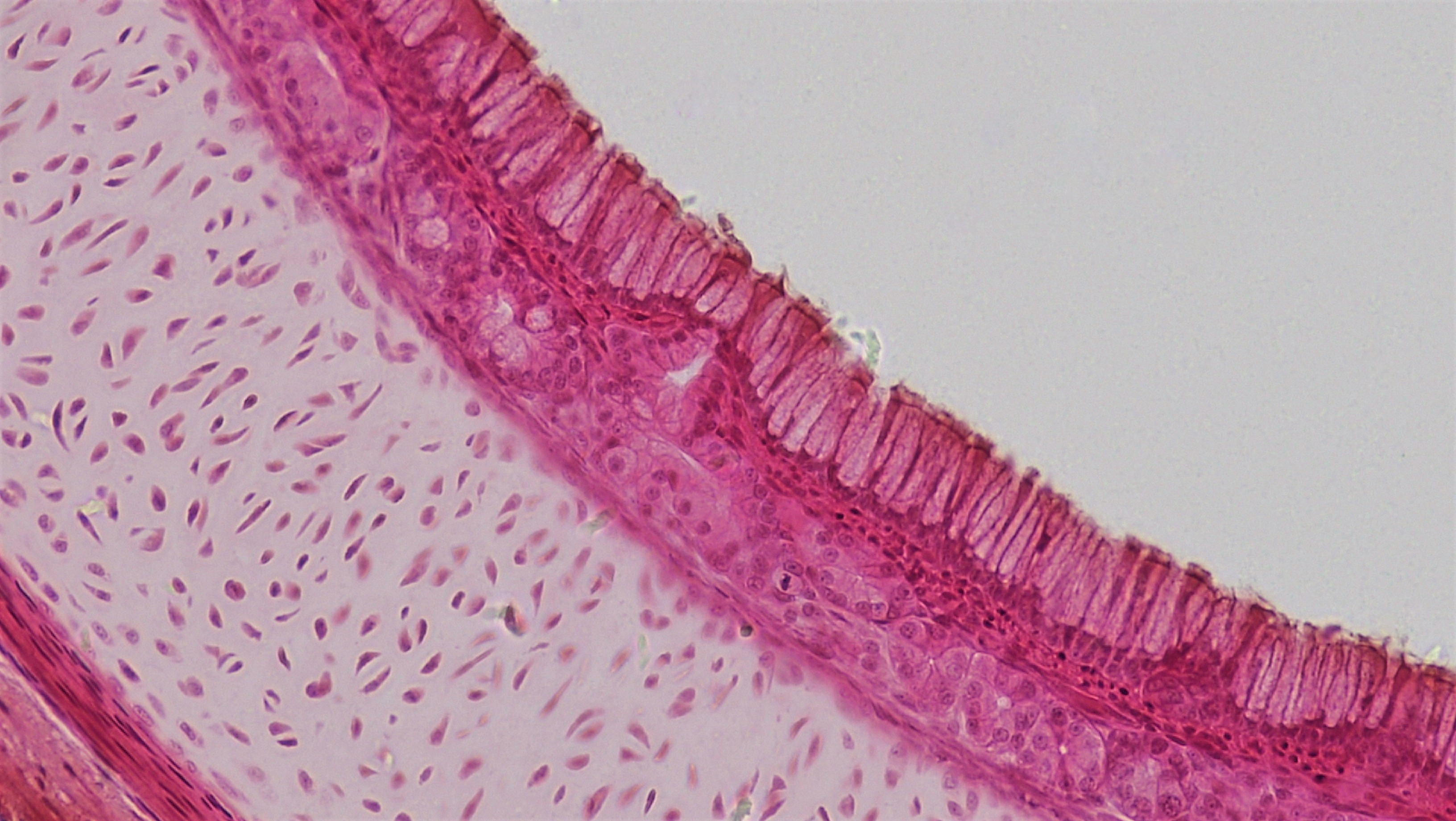
Epitelio pseudostratificato: sezione di trachea di mammifero

L'epitelio pseudostratificato (anche pseudostratificato cilindrico) è una variante dell'epitelio cilindrico semplice, in cui i nuclei cellulari si trovano ad altezze diverse, dando così l'impressione di essere disposti in più strati. Ogni cellula invece poggia sulla membrana basale, con alcune che hanno altezza inferiore e non raggiungono la superficie apicale, e nell'insieme formano un singolo strato. Generalmente alcune cellule staminali si trovano alla base, senza raggiungere la superficie luminale, e molte cellule cilindriche con nucleo nei due terzi basali raggiungono la superficie, dove presentano ciglia. Lo si ritrova per la maggior parte a rivestire le vie aeree con il nome di epitelio respiratorio, dove le ciglia, con il loro battito sincronizzato, aiutano il trasporto del muco (secreto da cellule caliciformi intercalate nell'epitelio) verso la faringe permettendo la deglutizione e l'eliminazione di patogeni e materiale particolato intrappolati nel muco attraverso la degradazione operata nello stomaco.

### Epitelio di transizione

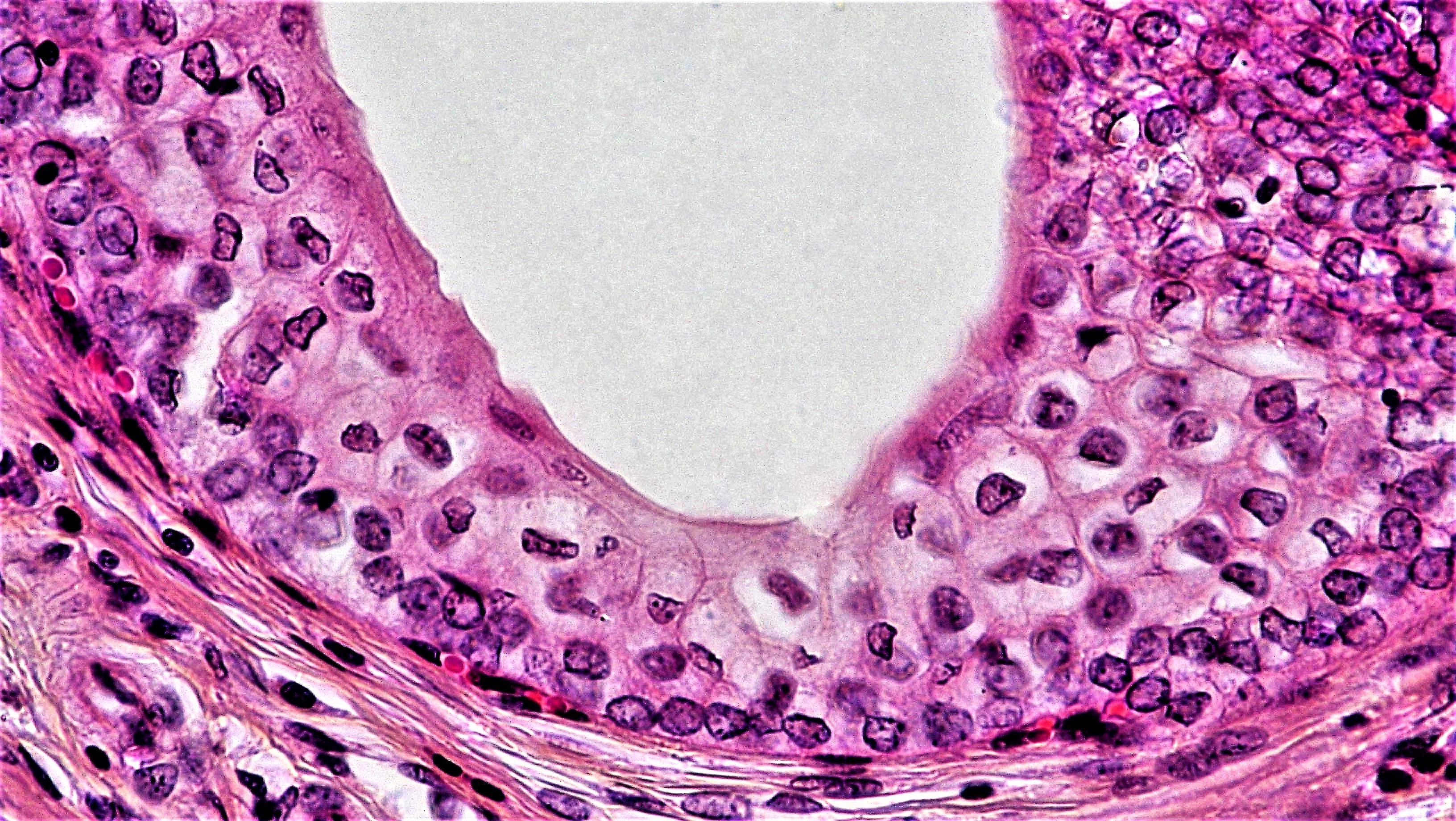
Epitelio di transizione: sezione di vescica

L'epitelio di transizione (o urotelio), è una tipologia particolare avente caratteristiche intermedie tra un epitelio pavimentoso pluristratificato e un epitelio cubico pluristratificato. È specializzato nella resistenza allo stiramento e alla tossicità dell'urina, ed è infatti localizzato a rivestire l'interno dell'uretere e della vescica urinaria dei mammiferi. La contrazione o il rilassamento dell'organo sono permessi dalla particolare disposizione e morfologia delle cellule, capaci di distendersi le une sulle altre. Quando l'epitelio è contratto sembra presentare quattro o cinque strati, quando è disteso due o tre. Questo poiché le cellule hanno forme caratteristiche: le cellule basali sono cubiche, le cellule "clavate", intermedie, hanno la forma che ricorda una clava e le cellule "cupoliformi" (o a ombrello o a paracadute), superficiali, sono grandi e arrotondate, con la forma di cupola che al momento della distensione dell'urotelio va ad allargarsi sulla sua superficie per coprire gli strati sottostanti.

## Origine embrionale degli epiteli
Dal punto di vista embriologico, i diversi tessuti epiteliali adulti derivano da tutti e tre i foglietti embrionali: ectoderma, endoderma e mesoderma.
- Dal mesoderma si origina l'epitelio di rivestimento delle sierose, oltre che quello delle vie genitali maschili e femminili, insieme ai tessuti connettivi (tessuto osseo, cartilagineo, il sangue, il derma, ecc.) e muscolari.
- Dall'endoderma si origina l'epitelio di rivestimento delle mucose.
- Dall'ectoderma prende infine origine l'epitelio di rivestimento della cute, l'epidermide, il tessuto nervoso, canali orale, nasale e anale.